# 天野喜孝
天野 喜孝（あまの よしたか、1952年〈昭和27年〉3月26日 - ）は、日本の画家、キャラクターデザイナー、イラストレーター、装幀家。舞台美術や衣裳デザインも手がける。旧名は天野 嘉孝。80年代に喜孝に改名した。

## 人物・画風
繊細で妖艶・幻想的な絵柄が欧米でも広く知られ、ニューヨーク、ロンドン、パリ、リヨン、ケルンなどでも個展を開催してきた。
ファイナルファンタジーシリーズのキャラクターデザインが代表作として有名だが、『やさいのようせい N.Y.SALAD』や『タイムボカンシリーズ』などでの軽妙なキャラクターもある。
趣味は音楽鑑賞。好きな画家はレオナルド・ダ・ヴィンチ。

## 経歴
- 1952年（昭和27年）3月 - 静岡市生まれ、B型[1]
- 1967年（昭和42年） - 15歳の頃、吉田竜夫の自宅に居候しながら高校に通う形で[4] [5]アニメーション制作会社タツノコプロダクションに入社。動画、原画を経て、17、8歳の頃には早くも作画監督とキャラクターデザインを兼ねる様になり、以降徐々にキャラクターデザイン専任となっていく。天野嘉孝名義で『タイムボカン』等のアニメのキャラクターデザインを手掛ける
- 1982年（昭和57年） - 独立
- 1987年（昭和62年） - 『ファイナルファンタジー』のキャラクターデザインを担当
- 1990年（平成2年） - 『なよたけ』の舞台美術を担当（坂東玉三郎演出、日生劇場）
- 1992年（平成4年） - 『楊貴妃』の舞台美術を（坂東玉三郎出演、夢枕獏作詞、日生劇場）担当
- 1993年（平成5年） - 映像作品『天野喜孝 〜華麗なる幻想美の世界〜』発売
- 1994年（平成6年） - 『海神別荘』の舞台美術、衣裳デザインを担当
- 1995年（平成7年） - アールビバン株式会社と版画作品の販売契約を結ぶ
- 2001年（平成13年） - 映画『陰陽師』の衣裳デザインを担当
- 2007年（平成19年） - 映画『ユメ十夜』で第7夜の監督を担当

## 受賞歴
- 1983年 - 「第14回星雲賞」アート部門受賞
- 1984年 - 「第15回星雲賞」アート部門受賞
- 1985年 - 「第16回星雲賞」アート部門受賞
- 1986年 - 「第17回星雲賞」アート部門受賞
- 2000年 - “THE SANDMAN:The Dream Hunters”（ニール・ゲイマンとのコラボ）でアイズナー賞の最優秀漫画関連書籍部門を受賞
- 2000年 - 画家として「ドラゴン・コン賞」「ジュリー賞」受賞
- 2007年 - 「第38回星雲賞」アート部門受賞
- 2018年 - 「インクポット賞」受賞

## 評価
「『白』の使い方が大きな要素になっている。ところがアニメーションの場合は空間を作らなきゃいけないから、彼のデザインをそのまま使うことができない」（押井守）
「本当に暗い絵だ。でも、同時に品格がきわどい所で支えているから、暗いけど陰惨にはならない」「彼のデザインの動画の線を引くのは並大抵のことではない。アニメーターの人達もいいかげんな気持ちでやると、とんでもないことになる。本当にこの人の絵は難しいんだ。肝っ玉すえて描かないと」（小林七郎）
「西洋風な感じがするけれども、きわどい所で日本的な要素が残っている」（名倉靖博）
シンガポール育ちの国際的な写真家ジンナ・チャンは、最初に影響を受けた人物の1人に彼の名を挙げており、撮影をする際に天野の作品をモチーフに取り込むことがあると公言している。

## 活動
- アニメーション・キャラクターデザイン
- ゲームソフトのビジュアル・コンセプト・デザイン
- 本の表紙・挿絵・装幀
- 演劇・舞踏・映画のビジュアル・コンセプトデザインや美術・衣裳デザインに参画
- 妖精美術館（福島県）のステンドグラス
- リトグラフ、CDジャケット、京友禅（着物）のオリジナルデザイン
- うつのみや妖精ミュージアム（栃木県）のステンドグラス
- 国内展示会（アールビバン主催）
- 政党広告のイラスト（自由民主党の「#自民党2019」広告キャンペーン）

### キャラクターデザイン

#### アニメーション
- 昆虫物語 みなしごハッチ（1971年）
- 新造人間キャシャーン（1973年）
- 破裏拳ポリマー（1974年 - 1975年）
- 宇宙の騎士テッカマン（1975年）
- タイムボカンシリーズ
  - タイムボカン（1975年 - 1976年）
  - ヤッターマン（第1作）[9]（1977年 - 1979年）
  - ゼンダマン（1979年 - 1980年）
  - タイムパトロール隊オタスケマン（1980年 - 1981年）
  - ヤットデタマン（1981年 - 1982年）
  - 逆転イッパツマン（1982年 - 1983年）
  - イタダキマン（1983年）
- ゴワッパー5 ゴーダム（1976年）
- ブロッカー軍団IVマシーンブラスター メカキャラクターデザイン 七戸洋之助名義（1976年 - 1977年）[10]
- 科学忍者隊ガッチャマンII（1978年）
- とびだせ!マシーン飛竜（1978年）
- 科学忍者隊ガッチャマンF（1979年）
- 怪盗ルパン813の謎（1979年）
- 機甲創世記モスピーダ（1983年 - 1984年）
- 亜空大作戦スラングル（1983年 - 1984年）
- ダロス（1983年 - 1984年） イメージボード（ノークレジット）[6]
- OKAWARI-BOY スターザンS（1984年）
- 街角のメルヘン（1984年）
- 押井版ルパン三世（製作中止）
- 天使のたまご（1985年）
- 吸血鬼ハンターD（1985年）
- 戦国武将列伝 爆風童子ヒッサツマン（1990年）
- タイムボカン王道復古
  - タイムボカン王道復古『チキチキ・ウゴウゴ・ホゲホゲマシーン猛レース』（1993年）
  - タイムボカン王道復古『ヤッターマン タツノッコン王国で同窓会だコロン』（1994年）
- 怪 〜ayakashi〜「四谷怪談」（2006年）
- やさいのようせい/N.Y.SALAD（2007年、2008年）
- ジャングル大帝（2009年）
- 超・少年探偵団NEO（2017年）
- ジビエート（2020年）
- exception（時期未定）

#### ゲームソフト
- ファイナルファンタジーシリーズ（スクウェア・エニックス）
  - ファイナルファンタジー：キャラクターデザイン
  - ファイナルファンタジーII：キャラクターデザイン
  - ファイナルファンタジーIII：キャラクターデザイン
  - ファイナルファンタジーIV：キャラクターデザイン
  - ファイナルファンタジーIV THE AFTER 月の帰還：イメージイラスト
  - ファイナルファンタジーV：キャラクターデザイン
  - ファイナルファンタジーVI：キャラクターデザイン
  - ファイナルファンタジーVII：イメージイラスト
  - ファイナルファンタジーVIII：イメージイラスト
  - ファイナルファンタジーIX：キャラクター原案
  - ファイナルファンタジーX：イメージイラスト
  - ファイナルファンタジーX-2：イメージイラスト
  - ファイナルファンタジーXI：イメージイラスト
  - ファイナルファンタジーXII：イメージイラスト
  - ファイナルファンタジーXIII：イメージイラスト
  - ファイナルファンタジーXIV：イメージイラスト
  - ファイナルファンタジーXV：イメージイラスト
  - ファイナルファンタジーXVI：イメージイラスト
  - ディシディアファイナルファンタジー：イメージイラスト
  - ファイナルファンタジー零式：イメージイラスト
- フロントミッションシリーズ（スクウェア・エニックス）
  - FRONT MISSION：キャラクターデザイン
  - FRONT MISSION SERIES GUN HAZARD：キャラクターデザイン
- ファーストクイーンシリーズ（呉ソフトウェア工房）：PC版『I』〜『III』のパッケージイラスト
- チャイルド オブ ライト（ユービーアイソフト）：イメージイラスト
- エルドラドゲートシリーズ（カプコン）
- レブス（アトラス）
- ファンタジーライフ（レベルファイブ）：イメージイラスト
- 大戦乱!!三国志バトル（gloops, Inc.）：限定カード
- フェアリーフェンサー エフシリーズ（コンパイルハート）
  - フェアリーフェンサー エフ：邪神デザイン
  - フェアリーフェンサー エフ ADVENT DARK FORCE：邪神、魔神デザイン
- アークオブアルケミスト（コンパイルハート）：コンセプトアート、ヘルメスオートマタデザイン
- Fortnite(Epic Games)：コスチューム「クロスハート」
- ETERNAL(アソビモ)：キャラクター・モンスターデザイン

#### パチスロ
- 鬼の城（ユニバーサルエンターテインメント）

### 本の表紙・挿絵・装幀など

#### 国内作品
- 『吸血鬼ハンターD』シリーズ：菊地秀行著 朝日ソノラマ
- 『トレジャー・ハンター八頭大』シリーズ：菊地秀行著 朝日ソノラマ
- 『アルスラーン戦記（角川文庫版）』、『創竜伝（講談社ノベルス版）』、『マヴァール年代記』：田中芳樹著
- 『グイン・サーガ』シリーズ：栗本薫著 早川書房 - 二代目
- 『トワイライト・サーガ』シリーズ：栗本薫著 光風社出版（後に角川書店）
- 『江戸川乱歩推理文庫』 江戸川乱歩著
- 『敵は海賊』シリーズ：神林長平著 早川書房（あまのよしたか名義）
- 『妖説太閤記』、『甲賀忍法帖』ほか：山田風太郎著 講談社文庫版
- 『キマイラ・吼』：夢枕獏著 朝日ソノラマ
- 『餓狼伝』：夢枕獏著
- 『大魔界』シリーズ：田中文雄著 早川書房
- 『またまた戦国魔神ゴーショーグン 狂気の檻』：首藤剛志著 アニメージュ文庫
- 『4度戦国魔神ゴーショーグン 覚醒する密林』：首藤剛志著 アニメージュ文庫
- 『戦国魔神ゴーショーグン 時の異邦人』：首藤剛志著 アニメージュ文庫
- 『はるか海原の源へ』：首藤剛志著 アニメージュ文庫
- 『ファイナルファンタジーII 夢魔の迷宮』：寺田憲史著 角川スニーカー文庫
- 『妖説 源氏物語 壱』：富樫倫太郎著 （中央公論新社、2003年12月） ISBN 4125008272
- 『妖説 源氏物語 弐』：富樫倫太郎著 （中央公論新社、2004年4月25日） ISBN 4125008442
- 『こたつ』講談社文庫イメージキャラクター（あまのよしたか名義）
- 『アモン・サーガ』：夢枕獏原作（漫画作品）
- 『ディアナ・ディア・ディアス』：新井素子著　徳間文庫

ほか多数

#### 海外作品
- 『エルリック・サーガ』シリーズ：マイケル・ムアコック著 ハヤカワ文庫SF（1984年 - ）
- 『紅衣の公子コルム』シリーズ：マイケル・ムアコック著 ハヤカワ文庫SF（1982年 - ）
- 『エレコーゼ・サーガ』シリーズ：マイケル・ムアコック著 ハヤカワ文庫SF（1983年 - ）
- 『ブラス城年代記』シリーズ：マイケル・ムアコック 創元推理文庫（1988年 - ）
- 『新しい太陽の書』シリーズ：ジーン・ウルフ著 ハヤカワ文庫SF （1986年 - 1988年）
- 『夢織り女』：ジェイン・ヨーレン著 ハヤカワ文庫FT （1985年）
- 『魔法がいっぱい!』：ライマン・フランク・ボーム ハヤカワ文庫FT （1981年）
- 『夢の狩人―The sandman』：ニール・ゲイマン著 インターブックス （2000年10月） ISBN 4924914339
- 『ホーカ』シリーズ：ポール・アンダースン＆ゴードン・R・ディクスン著（あまのよしたか名義）

ほか多数

### アルバムジャケット
- Galneryus
  - 『The Flag Of Punishment』（2003年）
  - 『Advance To The Fall』（2005年）
  - 『Beyond the end of Despair...』（2006年）
  - 『BEST OF THE BRAVING DAYS』（2009年）
  - 『BEST OF THE AWAKENING DAYS』（2009年）
- 『銀の翼』Starless（1985年）
- 『ゼロ』BUMP OF CHICKEN（2011年）
- 『賢治の幻燈』ZABADAK（1995年）
- VOCALOID『ZOLA PROJECT』（2013年）

### 著書・画集
- 『天野喜孝画集 魔天』  大型本 （1984年12月） 朝日ソノラマ  ISBN 4257031859
- 『幻夢宮』 単行本 （1986年2月） 新書館  ISBN 4403010296
- 『イマジン』（1987年3月） 新書館 ISBN 4403010318 天野喜孝アニメ画集
- 『ファイナルファンタジー モンスターマニュアル―天野喜孝イラスト集』単行本 （1989年3月） JICC出版局（現 宝島社）
- 『飛天―天野喜孝画集』 大型本 （1989年8月） 朝日ソノラマ ISBN 4257032294
- 『天馬之夢―アルスラーン戦記イラスト集』大型本 （1991年8月） 角川書店 ISBN 4048521764
- 『DAWN―天野喜孝空想画集 ファイナルファンタジーの世界』 大型本 （1991年8月） NTT出版
- 『螺旋王』 （詩：夢枕獏） 詩画集大型本 （1992年1月） ISBN 9784194147499
- 『月の王 MON MUS´EE』ポケット詩画集 単行本 （1992年11月） ANZ堂 ISBN 4816412247
- 『MONO幻視の英雄たち』（モノクロのイラスト集） 大型本 （1993年8月） ANZ堂
- 『詩画集 天国への階段』　（詩：松本隆）　単行本　（1993年12月） 講談社 ISBN 4062067285
- 『ファイナルファンタジーVI―Character collections』単行本 （1994年2月） NTT出版
- 『JAPAN―FINAL FANTASY』  大型本 （1994年8月） NTT出版
- 『花天―天野喜孝画集』 単行本（ソフトカバー） （1994年8月） 講談社
- 『天野喜孝 グイン・サーガ画集』 単行本（ソフトカバー） （1996年3月） 早川書房
- 『天野喜孝「妖精」mon musee serie』大型本 （1996年12月 あんず堂 ISBN 4872821025
- 『天野喜孝タロットカード画集』大型本 （1997年7月） 光風社出版
- 『源氏物語』天野喜孝美術館シリーズ  大型本 （1997年8月） あんず堂 ISBN 4872821033
- 『かんおけ』天野喜孝画集　吸血鬼ハンターD A3変形版（1997年11月） 朝日ソノラマ ISBN 4257035005
- 『1001 Nights』 角川文庫 （1999年4月） 角川書店
- 『美天―天野喜孝画集』 単行本（ソフトカバー） （1999年10月） 朝日ソノラマ ISBN 4257035781
- 『吸血鬼ハンター"D"―天野喜孝画集』単行本（ソフトカバー） （2000年9月） 朝日ソノラマ
- 『メルヒェン』単行本（ソフトカバー） （2000年9月） あんず堂 ISBN 487282105X
- 『画集 ポエム』（詩：黛まどか） 大型本 （2001年1月） あんず堂 ISBN 4872821068
- 『鬼譚草紙』 （著：夢枕獏）単行本 （2001年7月） 朝日新聞社　ISBN 4022576561
- 『天野喜孝画集<空> ― THE ART OF FINAL FANTASY』 大型本 （2001年9月）デジキューブ　ISBN 4925075896
- 『魔笛』大型本 （2001年10月） 朝日ソノラマ ISBN 4257036400
- 『喜天―天野喜孝画集』 大型本 （2001年12月） 朝日ソノラマ ISBN 425703646X
- 『天野喜孝全版画集』大型本 （2002年3月） 美術出版社
- 『天野喜孝交響曲』大型本 （2002年10月） あんず堂 ISBN 4872821076
- 『Yoshitaka Amano―天野喜孝 墨絵の世界』大型本 （2003年10月） 美術出版社 ISBN 4568103460
- 『天野喜孝画集「AMANO first」』 大型本 （2003年12月10日） 朝日ソノラマ ISBN 4257036834
- 『YOSHITAKA AMANO “SILENCE” THE ART OF FRONT MISSION 1995〜2003』 大型本 （2004年3月12日） スクウェア・エニックス ISBN 4757511795
- 『天野喜孝コンセプトデザイン集 陰陽師』（2004年4月）富士見書房 ISBN 4829191295
- 『天野喜孝美女画集 処女宮』 ハードカバー （2004年12月） ジェネオン エンタテイメント ISBN 4894528460
- 『画集「花と蛇」』 大型本 （2005年5月）太田出版 ISBN 4872339479
- 『天野喜孝 乱歩幻影画集』（2012年3月）復刊ドットコム ISBN 4835448243
- 『Deva Zan』ハードカバー（2013年2月） Dark Horse Books 洋書 ISBN 9781616550301
- 『天使のたまご 絵コンテ集』（2013年8月）復刊ドットコム ISBN 9784835449661
- 『天野喜孝×HYDE展 天命と背徳~NIPPON EVOLUTION~ クリアファイルBOOK』（2013年9月）宝島社 ISBN 480021615X
- 『天野喜孝 (イラストレーション別冊) 』（2014年6月） 玄光社 ISBN 4768305334
- 『天野喜孝展 -想像を超えた世界』（2014年10月） パイインターナショナル ISBN 4756246044
- 『COLLECTED PAINTINGS OF AMANO'S WORLD』（2019年3月） 廣済堂出版 ISBN 4331902129

### 絵本・その他
- 『天使のたまご』（1985年11月）徳間書店・アニメージュ文庫 ISBN 4196695493
- 『THE ART OF 天使のたまご 増補改訂版』（2004年2月） 徳間書店 ISBN 4198100098
- 『こたつ1―こたつとともだち』（2001年8月） 講談社 ISBN 4062106914
- 『こたつ2―こたつの1しゅうかん』（2001年8月） 講談社 ISBN 4062106922
- 『魔笛』（著：あらきりつこ）（2001年10月） 朝日ソノラマ ISBN 9784257036401
- 『N.Y.SALAD―THE WORLD OF VEGETABLE FAIRIES』（2002年5月） 天野喜孝事務所
- 『天使のたまご 少女季』 （著：あらきりつこ、押井守）（2004年1月） 徳間書店 ISBN 419861802X
- 『BATTY&BATINA 1st Street』 ハードカバー （2004年11月） 幻冬舎コミックス ISBN 4344804090
- 『BATTY&BATINA 2nd Street』 ハードカバー （2004年11月） 幻冬舎コミックス ISBN 4344804104
- 『眠れるレタス姫 (N.Y.salad) 』（2005年5月） 主婦の友社 ISBN 407244765X
- 『楊貴妃』 （著：夢枕獏）単行本 （2006年5月） エンターブレイン ISBN 4757728182
- 『知りたがりやの芽キャベツ やさいのようせい N.Y.SALAD』（2008年11月） PHP研究所 ISBN 9784569689173
- 『水あそび やさいのようせい N.Y.SALAD』（2009年4月） PHP研究所 ISBN 9784569689593
- 『はっぱのそり やさいのようせい N.Y.SALAD』（2009年8月） PHP研究所 ISBN 9784569689838
- 『びっくりカボチャ やさいのようせい N.Y.SALAD』（2009年10月） PHP研究所 ISBN 9784569689999
- 『お星さまさがし やさいのようせい N.Y.SALAD』（2009年11月） PHP研究所 ISBN 9784569780061
- 『楊貴妃の晩餐』（著：叶松谷、夢枕獏）（2010年4月）角川書店 ISBN 9784048740609
- 『お花畑みつけた! やさいのようせい N.Y.SALAD』（2010年5月） PHP研究所 ISBN 9784569780580
- 『プチトマトの誕生日 やさいのようせい N.Y.SALAD』（2010年9月） PHP研究所 ISBN 9784569780832
- 『天使のたまご 少女季 [2017 ver.]』（2017年2月） 復刊ドットコム ISBN 4835454715
- 『天野喜孝名画ものがたり シンデレラ』（著：木村由利子）（2017年3月） 復刊ドットコム ISBN 4835454758 1988年ひかりのくに刊『シンデレラ』の改訂版
- 『天野喜孝名画ものがたり 眠れるレタス姫』（著：鈴木真理）（2017年10月） 復刊ドットコム ISBN 4835454898 2005年主婦の友社刊『眠れるレタス姫』の改訂版
- 『バロルの晩餐会　ハロウィンと五つの謎々』（著：夢枕獏）単行本 （2018年10月） KADOKAWA ISBN 9784041063569
- 『天野喜孝ファンタジー絵本 EMMA 少女の夢』（2020年6月）復刊ドットコム ISBN 9784835457383
  - 限定版トレジャーBOX （2020年4月）復刊ドットコム ISBN 9784835457376
- 『天野喜孝 Art History』（著：鈴木真理）（2020年9月） 復刊ドットコム ISBN 9784835457611

### ビデオ・DVD
- 『天野喜孝 〜華麗なる幻想美の世界〜』DVD：2002年12月 Vol.1《創》、Vol.2《時》、Vol.3《天》 ユニバーサルミュージック
- 『天使のたまご』VHS:1985年。DVD：2001年パイオニアLDC、2007年徳間書店 BD：2013年8月発売:徳間書店 販売:ポニーキャニオン。 押井守監督と天野喜孝によるOVA。ジェネオン エンタテインメント - ASIN： B00005HXXJ
- 『Fantascope ～tylostoma～』DVD：2006年8月 東映の画ニメ作品　原作・画を担当 監督は木村草一
- 『鳥の歌』DVD：2007年1月 東映の画ニメ作品 原作・画・監督を担当

### プロジェクト
生誕60年記念プロジェクト
『YOSHITAKA AMANO60th ANNIVERSARY PROJECT』として特設サイトが開設された。複数に渡るプロジェクトが展開される。第一弾としてビジュアルブック「DEVALOKA」の発売が決定された。発売日は2012年7月7日。特設サイトにて予約を受付販売する方式となっている。ビジュアルブックは限定シリアルナンバー入りとなる。
生誕70周年アートプロジェクト
『天野喜孝70th Anniversary ART PROJECT』として特設サイトが開設され、複数プロジェクトを展開。2022年11月23日から12月8日まで妙心寺法堂でアート展「金色世界」を開催した。2023年9月28日、3D化した作品を展示する天野喜孝VRミュージアム（Yoshitaka Amano VR MUSEUM）をSteamでリリースした

## 出演

### 映画
- ニューローズホテル ヒロシ 役。

### イベント
- J-POP SUMMIT 2009 (2009年、アメリカ合衆国カリフォルニア州サンフランシスコジャパンタウン）[14]
- 天野喜孝×HYDE展 天命と背徳〜NIPPON EVOLUTION〜（2013年8月9日 - 2013年8月31日）
- ANI:ME Abu Dhabi 2016（2016年10月27日、アラブ首長国連邦アブダビ市ヤス島）[15]